# 15939 Fessenden
15939 Fessenden (1997 YP8) là một tiểu hành tinh vành đai chính được phát hiện ngày 28 tháng 12 năm 1997 bởi Spacewatch ở Kitt Peak.